# Veronica Cavallar
Veronica Cavallar (* 12. August 1983 in Cles) ist eine ehemalige italienische Skilangläuferin.

## Werdegang
Cavallar nahm von 2001 bis 2013 vorwiegend an Wettbewerben des Continental-Cups teil. Ihre beste Gesamtplatzierung dabei war der 19. Platz in der Saison 2012/13 im Alpencup. Ihr erstes von insgesamt 27 Weltcupeinzelrennen lief sie im Dezember 2003 in Toblach, welches sie auf dem 48. Platz im 15-km-Massenstartrennen beendete. Bei den nordischen Skiweltmeisterschaften 2005 in Oberstdorf errang sie den 44. Platz im 30-km-Massenstartrennen. In der Saison 2006/07 wurde sie Dritte beim La Sgambeda und erreichte damit den sechsten Platz in der Gesamtwertung des Marathoncups. Anfang April 2008 gewann sie bei der Militär-Skiweltmeisterschaft 2008 in Hochfilzen die Bronzemedaille im Teamwettbewerb. Bei den nordischen Skiweltmeisterschaften 2009 in Liberec kam sie auf den 49. Platz über 10 km klassisch. Zu Beginn der Saison 2011/12 holte sie in Davos mit dem 29. Platz über 15 km Freistil ihre ersten Weltcuppunkte. Im weiteren Saisonverlauf kam sie in Rogla mit dem 27. Platz im 10-km-Massenstartrennen und in Nové Město mit dem 25. Rang im 15-km-Massenstartrennen erneut in die Punkteränge. Sie belegte damit den 85. Platz im Gesamtweltcup. In ihrer letzten aktiven Saison errang sie bei der Tour de Ski 2012/13 den 34. Platz. Bei den nordischen Skiweltmeisterschaften 2013 im Val di Fiemme belegte sie den 35. Platz über 10 km Freistil und den 33. Rang im Skiathlon.